# Asociación Deportiva Isidro Metapán
O Asociación Deportiva Isidro Metapán, também conhecido como Isidro Metapán, é um clube salvadorenho de futebol da cidade de Metapán, Santa Ana. Isidro Metapán recentemente emergiu como um dos principais clubes de El Salvador, tendo conquistado um total de dez títulos nas últimas quinze temporadas.

## Títulos

### Nacional
- Campeonato Salvadorenho (10): Clausura 2007, Apertura 2008, Clausura 2009, Clausura 2010, Apertura 2010, Apertura 2011, Apertura 2012, Apertura 2013, Clausura 2014, Apertura 2014.